# 1-й Український козацький кінно-навчальний полк
1-й Український козацький кінно-навчальний полк — військове кавалерійське формування Армії УНР.

## Історія
1-й Український козацький полк до українізації в 1917 році називався 5-м запасним кавалерійським полком і був створений 17 червня 1901 року. Полк дислокувався в Балаклії. Полковим святом було 23 квітня, день св. великомученика Георгія Побідоносця. Полк входив до складу 3-й кавалерійської дивізії.
Після початку Української революції в 1917 році в полку почалася українізація, а сам полк перейменували в "1-й Український козацький кінно-навчальний полк. Його командиром став штабсротмістр Борис Гомзин. Полк налічував 2000 козаків.

### Перша радянсько-українська війна
Перша зустріч 1-го Українського полку з більшовицьким загоном Миколи Ховріна відбулася 28 грудня 1917 року коли загін балтійських матросів прямуючи до Лозової, зустріли під Балаклією козачий роз'їзд матроси злякалися його і повернулися назад до Харкова. У самому полку у зв'язку з революційними подіями йшло розкладання тільки окремі козачі роз'їзди розбирали залізничну колію перед ешелонами Рудольфа Сіверса.
29 грудня Північний революційний загін на чолі з Сіверсом прибув в Зміїв, від туди він повідомив Володимиру Антонову-Овсієнку що український полк хоче вступити в переговори, паля ж чергою Сіверс вимагав заарештувати керівників опору. Антонов-Овсієнко наказав зайняти Балаклію і роззброїти український полк, зі свого боку Сіверс повідомляв козакам що основною метою руху його загону було безперешкодне проникнення на Донбас.

## Командири
- 28.11.1901 — 10.05.1905 — полковник Проташінскій Геннадій Миколайович
- 17.06.1905 — 1909 — полковник Бржозовський Євген Васильович
- з 1917 року — штабсротмістр Гомзин Борис Володимирович